# 海灘67街車站
海灘67街車站（英語：Beach 67th Street station），有時稱作「海灘67街-濱海阿沃恩車站」（英語：Beach 67th Street–Arverne By The Sea station），是紐約地鐵IND洛克威線的一個地鐵站，位於皇后區阿沃恩海灘67街及洛克威道路，設有A線（任何時候停站）列車服務。車站與北側的公共草坪高爾萊特廣場相鄰。

## 車站結構
| 月台層 | 側式月台 | 側式月台                                         |
| 月台層 | 北行     | ← 往英伍德-207街 (寬水道) ← (沒有服務: 海灘90街) |
| 月台層 | 南行     | → 往遠洛克威-莫特大道 (海灘60街) →               |
| 月台層 | 側式月台 |                                                  |
| 夾層   | 夾層     | 閘機、車站詢問處、Metrocard自動售票機            |
| Ground | 街道層   | 出入口                                           |

此站設有兩個側式月台和兩條軌道。離開此站北行到達哈姆斯威爾的列車，一般轉向北前往寬水道車站或途經一條很短的單線軌道前往南行洛克威公園方向支線。該支線在颶風桑迪後短暫用於來往遠洛克威-莫特大道到海灘90街的臨時紐約地鐵H接駁線。

## 外部連結
- 维基共享资源上的相關多媒體資源：海灘67街車站
- nycsubway.org—IND Rockaway: Beach 67th Street/Gaston Avenue
- Station Reporter — A Rockaway
- The Subway Nut — Beach 67th Street – Gaston Pictures （页面存档备份，存于）
- Beach 67th Street entrance from Google Maps Street View